# Shy (manga)
Shy (シャイ?, Shai, in originale scritto SHY) è un manga scritto e disegnato da Bukimi Miki. La serie viene serializzata dal 1º agosto 2019 sulla rivista per manga shōnen Weekly Shōnen Champion di Akita Shoten. I capitoli vengono raccolti in volumi tankōbon a partire dal 6 dicembre 2019. Un adattamento anime prodotto da 8-Bit è stato trasmesso dal 2 ottobre al 18 dicembre 2023. Una seconda stagione è andata in onda dal 1º luglio al 23 settembre 2024.
Il manga è un mix di azione, dramma e supereroi, ambientato in un mondo dove ogni nazione ha il proprio eroe nazionale. La storia segue Teru Momijiyama dell'eroina giapponese Shy mentre combatte a fianco degli eroi della Terra per allontanare il male e mantenere la pace nel mondo, imparando nel contempo a controllare la sua grande timidezza e ad affrontare le paure e le incertezze che derivano dall'essere un eroe. La minaccia principale è rappresentata dal gruppo di supercriminali Amarariruku, guidato dal suo leader Stigma.

## Trama

### Ambientazione
Mentre il mondo era sull'orlo di una terza guerra mondiale, i supereroi sono apparsi in tutto il mondo per ristabilire l'ordine e portare una nuova era di pace mondiale. Una volta sventata la minaccia della guerra, ogni eroe è tornato in un Paese per aiutare nelle questioni internet, dove è stato rapidamente accettato dai rispettivi cittadini. Per comunicare meglio tra loro, tutti gli eroi si riuniscono nel quartier generale degli eroi (ヒーローたちの隠れ家?, Hīrōtachi no kakurega), una stazione spaziale utilizzata per supervisionare e discutere le questioni riguardanti la Terra. Gran parte del potere e della storia di Shy riguarda le persone e il loro "cuore", che viene protetto dagli eroi o manipolato dai cattivi. Ogni eroe è dotato di un paio di bracciali Trasforma Cuore (天心輪?, Tenshinrin) che gli permettono di trasformare il proprio aspetto da civile a eroe e di comunicare con gli altri in qualsiasi lingua. Quando un eroe sincronizza il proprio cuore con i braccialetti, questi diventano la fonte del potere e delle abilità di ogni eroe, immagazzinando il "Potere del Cuore" da utilizzare quando lo si ritiene opportuno. Più forte è la convinzione e la determinazione di una persona, più potente può diventare. Se il Potere del Cuore di un eroe si esaurisce, ritorna alla sua forma civile.

### Storia
In un futuro prossimo, la pace mondiale è stata preservata grazie all'apparizione di supereroi, ciascuno rappresentante di una nazione specifica. La protagonista della storia è Teru Momijiyama una timida ragazza giapponese che assume l'identità di "Shy", l'eroina del Giappone. Nonostante la sua innata timidezza e insicurezza, Teru si impegna al massimo per proteggere il suo Paese e dimostrare di essere all'altezza del suo ruolo.
Mentre Teru cerca di migliorare come eroina, scopre che non è sola nelle sue lotte personali. Gli altri eroi nazionali, ciascuno con le proprie peculiarità e sfide, diventano per lei fonte di ispirazione e amicizia. Insieme, affrontano minacce che mettono in pericolo la pace globale, cercando di superare i loro limiti e le loro paure.

## Produzione
Nel 2016, Bukimi Miki, all'epoca esordiente, ha scritto e disegnato una storia one-shot di 43 pagine intitolato "SHY", che ha vinto il Newcomer's Grand Prize del Next Champion di Akita Shoten, un concorso per autori di manga emergenti, nella seconda metà dello stesso anno. Il one-shot è stato poi pubblicato nel settimo numero di Weekly Shōnen Champion il 12 gennaio 2017, circa 2 anni prima che la storia ricevesse una serializzazione completa. Secondo Miki, l'idea di Shy è venuta pensando a che tipo di persona sarebbe stata se fosse stata l'eroina di una storia. Ha pensato di creare un'eroina che non solo combattesse contro il male, ma che salvasse anche il cuore e l'anima di una persona. Ha anche preso spunto dai film di supereroi, come quelli della Marvel e della DC Comics. Nel creare gli eroi per la storia, Miki partiva dalle loro debolezze e personalità, creava superpoteri e abilità in base a queste, poi dava loro nomi basati su parole normali o su figure reali. In particolare, Miki mette molto di se stessa in Teru, poiché ritiene che il suo personaggio sia vicino a come lei è realmente come persona.

## Media

### Manga
Il manga, scritto e disegnato da Bukimi Miki, viene serializzato dal 1º agosto 2019 sulla rivista per manga shōnen Weekly Shōnen Champion di Akita Shoten. I capitoli vengono raccolti in volumi tankōbon a partire dal 6 dicembre 2019. Al 7 agosto 2025 i volumi totali ammontano a 30.
La serie è distribuita anche in Francia da Kana, in Germania da Kazé, in Spagna da Panini Comics e in Nord America da Yen Press.
In Italia la serie viene pubblicata da Panini Comics sotto l'etichetta Planet Manga nella collana Manga Fight a partire dal 28 ottobre 2021.

#### Volumi
| 1  | 6 dicembre 2019 | ISBN 978-4-253-21936-5 | 28 ottobre 2021   | ISBN 978-88-287-6410-6 |
| 1  | Capitoli - 1. (シャイなので?, Shai nano de) - 2. (ヒーローの使命?, Hīrō no shimei) - 3. (呪い?, Noroi) - 4. (ありったけの心で?, Arittake no kokoro de) - 5. (尊敬します?, Sonkeishimasu) - 6. (食卓会談?, Shokutaku kaidan) |                        |                   |                        |
| 2  | 7 febbraio 2020 | ISBN 978-4-253-21937-2 | 16 dicembre 2021  | ISBN 978-88-287-6456-4 |
| 2  | Capitoli - 7. (ガンバって?, Ganbatte) - 8. (心ないひと?, Kokoronai hito) - 9. (強くなる?, Tsuyoku naru) - 10. (嫌いよ?, Kirai yo) - 11. (灯をともせ！?, Hi o tomose!) - 12. (デパートでかくめい中?, Depāto de kakumei-chū) - 13. (極寒の中で?, Gokkan no naka de) - 14. (砕氷?, Saihyō) - 15. (氷白?, Hyōhaku) |                        |                   |                        |
| 3  | 8 maggio 2020 | ISBN 978-4-253-21948-8 | 3 marzo 2022      | ISBN 978-88-287-6484-7 |
| 3  | Capitoli - 16. (アンチェイン?, Anchein) - 17. (幼さ?, Osanasa) - 18. (ロシアはさむいですか？?, Roshia wa samui desu ka?) - 19. (アルコホリックと呼ばないで?, Arukohorikku to yobanaide) - 20. (さぷらいず?, Sapuraizu) - 21. (なんつって?, Nantsutte) - 22. (混戦?, Konsen) - 23. (本心?, Honshin) - 24. (凍えた心?, Kogoeta kokoro) |                        |                   |                        |
| 4  | 8 luglio 2020 | ISBN 978-4-253-21950-1 | 5 maggio 2022     | ISBN 978-88-287-6485-4 |
| 4  | Capitoli - 25. (淋しい氷と小さな火?, Samishī kōri to chīsana hi) - 26. (寒くないよ?, Samukunai yo) - 27. (マーマへ?, Māma e) - 28. (伝わること、遺るもの?, Tsutawaru koto, nokoru mono) - 29. (次への力?, Tsugi e no chikara) - 30. (せきをすればふたり?, Seki o sureba futari) - 31. (ひーろーいんたびゅー?, Hīrō intabyū) - 32. (西よりの風?, Nishiyori no kaze) |                        |                   |                        |
| 5  | 8 settembre 2020 | ISBN 978-4-253-21955-6 | 14 luglio 2022    | ISBN 978-88-287-1794-2 |
| 5  | Capitoli - 33. (ひみつ?, Himitsu) - 34. (心の刃?, Kokoro no Yaiba) - 35. (日が沈む?, Higashizumu) - 36. (夜、夢の裏?, Yoru, yume no ura) - 37. (わたしと、忍と、みずと?, Watashi to, shinobu to, mizu to) - 38. (クラウド・イン・ザ・ダーク?, Kuraudo in za Dāku) - 39. (リーダーの仕事?, Rīdā no shigoto) - 40. (託されたもの?, Takusareta mono) - 41. (突入?, Totsunyū) |                        |                   |                        |
| 6  | 8 dicembre 2020 | ISBN 978-4-253-21958-7 | 15 settembre 2022 | ISBN 978-88-287-1857-4 |
| 6  | Capitoli - 42. (かわいいトカゲさん?, Kawaī tokage-san) - 43. (オトコ?, Otoko) - 44. (一寸先は何??, Itsusunsaki wa nani?) - 45. (レディースアンドなんとかさん?, Redīsu Ando nantoka-san) - 46. (答え?, Kotae) - 47. (笑える?, Waraeru) - 48. (光はありや??, Hikari wa ari ya?) - 49. (諸行無常?, Shogyōmujō) - 50. (一切皆苦?, Issaikaiku) |                        |                   |                        |
| 7  | 8 febbraio 2021 | ISBN 978-4-253-21970-9 | 10 novembre 2022  | ISBN 978-88-287-2410-0 |
| 7  | Capitoli - 51. (愛ゆえに?, Ai yueni) - 52. (因果?, Inga) - 53. (がっかりさせんで?, Gakkari sa sende) - 54. (うらめしや?, Urameshi ya) - 55. (優しい男?, Yasashī otoko) - 56. (殻?, Kara) - 57. (心を捨てて?, Kokoro o sutete) - 58. (曖昧?, Aimai) - 59. (刃を手に?, Yaiba o te ni) |                        |                   |                        |
| 8  | 8 aprile 2021 | ISBN 978-4-253-21975-4 | 12 gennaio 2023   | ISBN 978-88-287-2944-0 |
| 8  | Capitoli - 60. (無垢?, Muku) - 61. (信じてみる！?, Shinjite miru!) - 62. (諸法無我?, Shohōmuga) - 63. (超自我の間?, Chōjiga no ma) - 64. (不器用?, Bukiyō) - 65. (伸ばした手と罪の鎖?, Nobashita te to tsumi no kusari) - 66. (許しまへん！?, Yurushimahen!) - 67. (空飛ぶ巨大熊?, Hōrī Mazā Bea) - 68. (開いたよ?, Aita yo) |                        |                   |                        |
| 9  | 8 giugno 2021 | ISBN 978-4-253-22043-9 | 9 marzo 2023      | ISBN 978-88-287-4803-8 |
| 9  | Capitoli - 69. (雲を離れた月のように?, Kumo o hanareta tsuki no yō ni) - 70. (お月様とお天道様?, Otsukisama to ootentosama) - 71. (天照?, Amaterasu) - 72. (任務完了?, Ninmu kanryō) - 73. (涅槃寂静?, Nehan jakujō) - 74. (どうか元気で?, Dō ka genki de) - 75. (スペース・イン・ザ・スペースシップ?, Supēsu in za Supēsushippu) - 76. (マイ・リトル・マザー?, Mai Ritoru Mazā) - 77. (メイド・イン・ハート?, Meido in Hāto)                                                                               |                        |                   |                        |
| 10 | 8 settembre 2021 | ISBN 978-4-253-22044-6 | 11 maggio 2023    | ISBN 978-88-287-5044-4 |
| 10 | Capitoli - 78. (アンタチャブル?, Antatchaburu) - 79. (スタンディング・フォー・マイセルフ?, Sutandingu fō Maiserufu) - 80. (スタンディング・フォー・ユアセルフ?, Sutandingu fō Yuaserufu) - 81. (ヘロー・ストレーンジャー?, Herō Sutorēnjā) - 82. (ゴースト・イン・ザ・レイン?, Gōsuto in za Rein) - 83. (ヒーローズ・ハイ?, Hīrōzu Hai) - 84. (ティル・ラブ・ドゥ・アス・パート?, Tiru Rabu Dū Asu Pāto) - 85. (エンゲージメント?, Engējimento) - 86. (エレクトリック・エントリー！?, Erekutorikku Entorī!) |                        |                   |                        |
| 11 | 8 novembre 2021 | ISBN 978-4-253-22045-3 | 13 luglio 2023    | ISBN 978-88-287-5470-1 |
| 11 | Capitoli - 87. (シャイニング・シクス?, Shainingu Shikusu) - 88. (ビフォア・ザ・ストーム?, Bifoa za Sutōmu) - 89. (キャスト・ア・シャッドウ?, Kyasuto a Shaddō) - 90. (アンダー・ザ・シー?, Andā za Shī) - 91. (ニュー・チャレンジャー！?, Nyū Charenjā!) - 92. (ウィー・アー・イン・ロック！?, Uī ā in Rokku!) - 93. (アイ・アム・アングリー?, Ai Amu Angurī) - 94. (ゴーン・ウィズ・ザ・ウィンド?, Gōn Uizu za Uindo) - 95. (アンインヴァイテッド?, Aninvaiteddo)                                          |                        |                   |                        |
| 12 | 7 gennaio 2022 | ISBN 978-4-253-22089-7 | 14 settembre 2023 | ISBN 978-88-287-6870-8 |
| 12 | Capitoli - 96. (クロース・コンバット！?, Kurōsu Konbatto!) - 97. (インヴィテーション・トゥ・アンハッピー?, Invitēshon tū Anhappī) - 98. (ネヴァーランド?, Nevārando) - 99. (救われざる者?, Sukuwarezaru mono) - 100. (恥ずかしがらずに?, Hazukashi Garazu ni) - 101. (お姉ちゃん?, Onēchan) - 102. (会いたい?, Aitai) - 103. (シャイだから?, Shai dakara) - 104. (無作為、無秩序?, Musakui, muchitsujo) |                        |                   |                        |
| 13 | 8 marzo 2022 | ISBN 978-4-253-22095-8 | 9 novembre 2023   | ISBN 978-88-287-7519-5 |
| 13 | Capitoli - 105. (戦争を知らない大人たち?, Sensō o shiranai otona-tachi) - 106. (こども白書をもう一度?, Kodomo kakusho o mōichido) - 107. (少女よ?, Shōjo yo) - 108. (アオハルの影?, Aoharu no kage) - 109. (おはようございますの魚屋さん?, Ohayōgozaimasu no sakanaya-san) - 110. (海上の星?, Kaijō no hoshi) - 111. (愛したくてやりきれない?, Aishitakute yarikirenai) - 112. (愛してるって言ってみろ?, Aishiterutte itte miro) - 113. (ラヴアブル ネーム?, Ravaburu Nēmu)                                 |                        |                   |                        |
| 14 | 8 giugno 2022 | ISBN 978-4-253-22118-4 | 11 gennaio 2024   | ISBN 978-88-287-7797-7 |
| 14 | Capitoli - 114. (少年少女時代?, Shōnen shōjo jidai) - 115. (こんにちは赤さん?, Kon'nichiwa, aka-san) - 116. (心をください?, Kokoro o kudasai) - 117. (ヒーローなんかじゃない?, Hīrō nanka janai) - 118. (わたしの国は?, Watashi no kuni wa) - 119. (いわんや悪人をや?, Iwan'ya akunin o ya) - 120. (忘れないで?, Wasurenaide) - 121. (ぬいぐるみ逃避行?, Nuigurumi tōhikō) - 122. (想起の橋?, Sōki no hashi)                                                                                                |                        |                   |                        |
| 15 | 8 agosto 2022 | ISBN 978-4-253-22119-1 | 14 marzo 2024     | ISBN 978-88-287-8342-8 |
| 15 | Capitoli - 123. (ネヴァーランドへようこそ?, Nevārando e yōkoso) - 124. (炎とエビのカーニバル?, Honō to ebi no Kānibaru) - 125. (極体放出?, Kyokutai hōshutsu) - 126. (ホントのあたし？?, Honto no atashi?) - 127. (アンダー・ザ・ブラック・シー?, Andā za Burakku Shī) - 128. (幻肢痛?, Genshitsū) - 129. (お母さま?, Okāsama) - 130. (罪な少女?, Tsumina shōjo) - 131. (ノックノック！?, Nokku Nokku!) |                        |                   |                        |
| 16 | 6 ottobre 2022 | ISBN 978-4-253-28064-8 | 9 maggio 2024     | ISBN 978-88-287-8731-0 |
| 16 | Capitoli - 132. (存と嘘?, Son to uso) - 133. (あの子の何なのさ?, Ano ko no nan'nano sa) - 134. (黒の星?, Kuro no hoshi) - 135. (レディ・ブラック?, Redi Burakku) - 136. (傷ヶ峰を超えて?, Sukāpīku o koete) - 137. (バッドエンドの先?, Baddoendo no saki) - 138. (お大事に?, Odaijini) - 139. (やさしい人魚の殺し方?, Yasashī ningyo no koroshi kata) - 140. (レイン・オア・シャイン?, Rein oa Shain) |                        |                   |                        |
| 17 | 6 gennaio 2023 | ISBN 978-4-253-28065-5 | 11 luglio 2024    | ISBN 978-88-287-9239-0 |
| 17 | Capitoli - 141. (Heroes?) - 142. (恋するお姫様?, Koisuru ohime-sama) - 143. (夜、来る?, Yoru, kuru) - 144. (恐怖の森?, Kyōfu no mori) - 145. (怖くなんてないさ?, Kowaku nante nai sa) - 146. (8月32日?, Hachi-gatsu sanjūni-nichi) - 147. (怪談みみ袋?, Kaidan mimi bukuro) - 148. (忘れてた宿題?, Wasureteta shukudai) - 149. (自分戦争?, Jibun sensō) |                        |                   |                        |
| 18 | 8 marzo 2023 | ISBN 978-4-253-28066-2 | 12 settembre 2024 | ISBN 978-88-287-9776-0 |
| 18 | Capitoli - 150. (前のカラーもお見逃しなく?, Mae no karā mo ominogashinaku) - 151. (SHY: 前篇?, SHY: zenpen) - 152. (SHY: 後編?, SHY: kōhen) - 153. (生きてるからこそ恥ずかしい?, Ikiteru karakoso hazukashī) - 154. (絶命恐怖症?, Tanatofobia) - 155. (心灯?, Kokorobi) - 156. (What a Wonderful Day?) - 157. (アニマトロニクスは泣き虫の夢を見るか？?, Animatoronikusu wa nakimushi no yume o miru ka?) - 158. (傷と眠り?, Kizu to nemuri)                                                                 |                        |                   |                        |
| 19 | 8 maggio 2023 | ISBN 978-4-253-28067-9 | 14 novembre 2024  | ISBN 979-12-21902-95-2 |
| 19 | Capitoli - 159. (怒りのうんこ王国?, Ikari no unko ōkoku) - 160. (夢のぬいぐるみ王国?, Yume no nuigurumi ōkoku) - 161. (始まってすらいない?, Hajimatte sura inai) - 162. (眠りの中で?, Nemuri no naka de) - 163. (ともだち?, Tomodachi) - 164. (心のスマホ?, Kokoro no sumaho) - 165. (シット・ザ・ワールド?, Shitto za Wārudo) - 166. (ミンミン?, Minmin) - 167. (おこりんぼ?, Okorinbo) |                        |                   |                        |
| 20 | 8 agosto 2023 | ISBN 978-4-253-28068-6 | 16 gennaio 2025   | ISBN 979-12-21908-50-3 |
| 20 | Capitoli - 168. (龍と竜?, Ryū to ryū) - 169. (夢憂病?, Muyū-byō) - 170. (夜、光る。 龍、眠る?, Yoru, hikaru. rei, nemuru) - 171. (男の子だもの?, Otokonoko damono) - 172. (目覚めの前の刹那?, Mezame no mae no setsuna) - 173. (バクモノ?, Bakemono) - 174. (ドキ?, Doki) - 175. (醜い竜の子?, Minikui ryū no ko) - 176. (カワイイ奴なのさ?, Kawaī yatsuna no Sa) |                        |                   |                        |
| 21 | 6 ottobre 2023 | ISBN 978-4-253-28069-3 | 13 marzo 2025     | ISBN 979-12-21913-64-4 |
| 21 | Capitoli - 177. (補習?, Hoshū) - 178. (インフェクション?, Infekushon) - 179. (ととのう?, Totonō) - 180. (RE:Turn To School?) - 181. (友達の家のピンポンを押すのはドキドキする?, Tomodachi no ie no pinpon o osu no wa dokidoki suru) - 182. (書道マン現る?, Shodō man genru) - 183. (恋別離苦?, Koi betsuriku) - 184. (応援火?, Ōenhi) - 185. (目覚める傷跡?, Mezameru kizuato) |                        |                   |                        |
| 22 | 7 dicembre 2023 | ISBN 978-4-253-28070-9 | 8 maggio 2025     | ISBN 979-12-21921-29-8 |
| 22 | Capitoli - 186. (お母さん...?, Okā-san...) - 187. (恐怖! 中間試験?, Kyōfu! Chūkan shiken) - 188. (腐臭?, Fushū) - 189. (一等賞と劣等賞?, Ichitōshō to rettōshō) - 190. (やる気のあるものは去れ?, Yaruki no aru mono wa sare) - 191. (恋腐戦争?, Koikusa sensō) - 192. (ダンス・ウィズ・ ザ・ゴースト?, Dansu Uizu za Gōsuto) - 193. (選ばれた人と選ぶ人?, Erabareta hito to erabu hito) - 194. (雑魚と英雄?, Mosu to Hīrō)                                                                                  |                        |                   |                        |
| 23 | 7 febbraio 2024 | ISBN 978-4-253-28071-6 | 10 luglio 2025    | ISBN 979-12-21923-75-9 |
| 23 | Capitoli - 195. (選ぶべき道?, Erabubeki michi) - 196. (学校に泊まろう?, Gakkō ni tomarou) - 197. (特報!! シャイの正体!?, Tokuhō!! Shai no shōtai!) - 198. (逆ひーろーいんたびゅー?, Gyaku Hīrō intabyū) - 199. (文芸部はあらゆる青春の楽団である?, Bungei-bu wa arayuru seishun no gakudan de aru) - 200. (はじまりはじまり?, Hajimari hajimari) - 201. (シャイとして?, Shai toshite) - 202. (魔法になるために?, Mahō ni naru tame ni) - 203. (いってらっしゃい?, Itterasshai)                              |                        |                   |                        |
| 24 | 8 maggio 2024 | ISBN 978-4-253-28072-3 | 11 settembre 2025 | ISBN 979-12-21928-00-6 |
| 24 | Capitoli - 204. (起立、礼、叫べ!?, Kiritsu, rei, sakebe!) - 205. (話:旅立ちの日に?, Tabidachi no hi ni) - 206. (英雄のバラードー?, Hīrō no Barādō) - 207. (ようこそすずしろ村へ?, Yōkoso Suzushiro-mura e) - 208. (ろっこいしょ?, Rokkoisho) - 209. (老人と犬?, Rōjin to inu) - 210. (勿忘草?, Wasurenagusa) - 211. (ピンチをチャンスに?, Pinchi o Chansu ni) - 212. (怠惰の階段?, Taida no kaidan) |                        |                   |                        |
| 25 | 8 luglio 2024 | ISBN 978-4-253-28073-0 | —                 | —                      |
| 25 | Capitoli - 213. (狩人の目?, Karyūdo no me) - 214. (人生テキトー?, Jinsei tekitō) - 215. (身体の記憶?, Karada no kioku) - 216. (ろしあんるーれっと?, Roshian Rūretto) - 217. (お侍さん?, Osamurai-san) - 218. (もしも英雄がいなければ?, Moshimo Hīrō ga inakereba) - 219. (死にそうなので?, Shi ni sō nano de) - 220. (嫌悪します?, Ken'oshimasu) - 221. (恥知らず?, Hajishirazu) |                        |                   |                        |
| 26 | 6 settembre 2024 | ISBN 978-4-253-28074-7 | —                 | —                      |
| 26 | Capitoli - 222. (もしも昨日が選べても?, Moshimo kinō ga erabete mo) - 223. (忘れない?, Wasurenai) - 224. (棺桶?, Kan'oke) - 225. (天国?, Tengoku) - 226. (犯人?, Han'nin) - 227. (兵器?, Heiki) - 228. (閃光?, Senkō) - 229. (撃墜?, Gekitsui) - 230. (英雄?, Hīrō) |                        |                   |                        |
| 27 | 6 dicembre 2024 | ISBN 978-4-2532-8075-4 | —                 | —                      |
| 27 | Capitoli - 231. (妬ましき英雄たち?, Netamashiki Hīrō-tachi) - 232. (あなたの力じゃない?, Anata no chikara janai) - 233. (ざまあみろ?, Zamāmiro) - 234. (激突?, Gekitotsu) - 235. (スーパーヒーローにぼくらが救えるか??, Sūpāhīrō ni bokura ga sukueru ka?) - 236. (ソンビーヌ?, Sonbīnu) - 237. (浸りすぎないで?, Hitari suginaide) - 238. (もたらされた混乱?, Motara sareta konran) - 239. (僕はあなたを傷つけたい?, Boku wa anata o kizutsuketai)                                                         |                        |                   |                        |
| 28 | 7 febbraio 2025 | ISBN 978-4-253-28076-1 | —                 | —                      |
| 28 | Capitoli - 240. (僕はあなたを傷つけたい?, Boku wa anata o kizutsuketai) - 241. (影、沈む?, Kage, shizumu) - 242. (影、忍ぶ?, Kage, shinobu) - 243. (大人にならないで?, Otona ni naranaide) - 244. (巻き髪のあなた?, Maki kami no anata) - 245. (男の人?, Otoko no hito) - 246. (アテンション・プリーズ?, Atenshon Purīzu) - 247. (フォール・ ダウン?, Fōru Daun) - 248. (ライフ・オス・ゲーム?, Raifu Osu Gēmu)                                                                                             |                        |                   |                        |
| 29 | 8 maggio 2025 | ISBN 978-4-253-28077-8 | —                 | —                      |
| 29 | Capitoli - 249. (ビハインド・ザ・トラウマ?, Bihaindo Za Torauma) - 250. (お姉ちゃん?, Onēchan) - 251. (話:歌?, Wa: uta) - 252. (恋恋恋?, Koi koi koi) - 253. (来ない?, Konai) - 254. (心の教室リターンズ?, Kokoro no kyōshitsu Ritānzu) - 255. (ゲームの終わり?, Gēmu no owari) - 256. (もうすぐクリスマス?, Mōsugu Kurisumasu) - 257. (月で眠る?, Tsuki de nemuru) |                        |                   |                        |
| 30 | 7 agosto 2025 | ISBN 978-4-253-28078-5 | —                 | —                      |
| 30 | Capitoli - 258. (大気圏へ?, Taikiken e) - 259. (怪獣ごっこを始めよう?, Kaijū gokko o hajimeyou) - 260. (お酒を飲んだのか??, Osake o nonda no ka?) - 261. (ホーム・インベージョン?, Hōmu Inbējon) - 262. (地球の果て?, Chikyū no hate) - 263. (嵐の偽月夜?, Arashi no nise tsukiyo) - 264. (こういう時は笑うんだ?, Kōiu toki wa waraunda) - 265. (テルちゃんはひとりだけ?, Teru-chan wa hitori dake) - 266. (テルちゃんがいっぱい!?, Teru-chan ga ippai!)                                                    |                        |                   |                        |
| 31 | 8 ottobre 2025 | ISBN 978-4-253-00445-9 | —                 | —                      |

#### Capitoli non ancora in formatotankōbon
Questa lista è suscettibile di variazioni e potrebbe essere incompleta o non aggiornata.

- 267.  (宇宙船救難心号?, Uchūsen kyūnan kokoro-gō)
- 268.  (心のお風呂!?, Kokoro no ofuro!)
- 269.  (忘れられたクリスマス?, Wasurerareta Kurisumasu)
- 270.  (月影光輪?, Getsuei kōrin)
- 271.  (まっしろな絵本?, Masshirona ehon)
- 272.  (魔王ごっこ?, Maō gokko)
- 273.  (なんてことはない?, Nante koto wa nai)
- 274.  (自由とは?, Jiyū to wa)
- 275.  (どうでもいいなあ?, Dōdemo ī nā)
- 276.  (広がる火種?, Hirogaru hidane)
- 277.  (緊急配信?, Kinkyū haishin)
- 278.  (ワタシ流星群?, Watashi ryūseigun)
- 279.  (ヒカリトカゲ?, Hikaritokage)
- 280.  (クソデカくまちゃん?, Kusodeka Kuma-chan)

### Anime

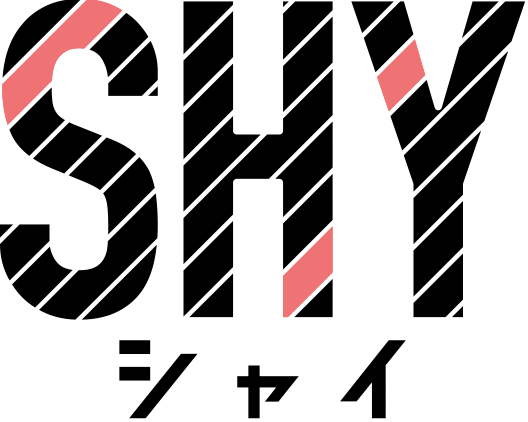
Logo della serie

Il 6 ottobre 2022 è stato annunciato l'adattamento anime della serie ad opera di 8-Bit. La serie è diretta da Masaomi Andō, con l'aiuto regia di Kōsaku Taniguchi, la sceneggiatura scritta da Yasuhiro Nakanishi, il character design curato da Yūichi Tanaka e i design aggiuntivi di Risa Takai e Akihiro Sueda, e la colonna sonora composta da Hinako Tsubakiyama. La serie è stata trasmessa dal 2 ottobre al 18 dicembre 2023 su TV Tokyo e le sue affiliate, oltre che su altre reti. L'anime presenta quattro sigle: una di apertura e tre di chiusura. La sigla di apertura è Shiny Girl di MindaRyn, mentre quella di chiusura principale è Shiritai kimochi (シリタイキモチ? lett. "Accanto a te") di Shino Shimoji e Nao Tōyama. La sigla di chiusura dell'episodio 4 è Kimi dake ga Hīrō (君だけがヒーロー? lett. "Tu se il mio unico eroe") di Nao Tōyama mentre quella dell'episodio 5 è Watashi no aoi sora 〜As I am〜 (私の青い空〜As I am〜? lett. "Il cielo azzurro: così come sono") di Shino Shimoji. I diritti per la distribuzione al di fuori dell'Asia sono stati acquistati da Crunchyroll che l'ha pubblicata in simulcast in versione sottotitolata in vari Paesi del mondo, tra cui l'Italia. Muse Communication ha concesso la serie in licenza nel sud e sud-est asiatico.
Dopo il finale della prima stagione, è stata annunciata la seconda, che è andata in onda dal 1º luglio al 23 settembre 2024. Per la seconda stagione vengono utilizzati sette differenti sigle: una di apertura e sei di chiusura. La sigla di apertura è Willshine dei PassCode, mentre la sigla di chiusura principale è Soba ni iru yo (そばにいるよ? lett. "Non sei solo") di Shino Shimoji e Nao Tōyama. La sigla di chiusura dell'episodio 15 è Tsukikagari (月篝? lett. "Chiaro di luna") di Kotori Koiwai, quella dell'episodio 17 è Bokura no Love & Peace (ボクらのLove & Peace?, Bokura no Rabu Ando Pīsu, lett. "Il nostro amore e la nostra pace") di Ayumu Murase, quella dell'episodio 18 è Uripuka (ウリプカ?) di Mamiko Noto, quella dell'episodio 19 è Angel In Black di Sayumi Suzushiro e quella dell'episodio 20 è One Day A Boy di Shin'ichirō Miki. Crunchyroll e Muse Communication hanno concesso la serie in licenza.

#### Episodi

##### Prima stagione
| Nº serie | Nº | Titolo italiano Giapponese 「Kanji」 - Rōmaji                                              | In onda          | In onda |
| Nº serie | Nº | Titolo italiano Giapponese 「Kanji」 - Rōmaji                                              | Giapponese       |         |
| 1        | 1  | Sono Shy 「シャイなので」 - Shai nano de                                                   | 2 ottobre 2023   |         |
| 2        | 2  | Con tutto il mio cuore 「ありったけの心で」 - Arittake no kokoro de                        | 9 ottobre 2023   |         |
| 3        | 3  | Riunione a tavola 「食卓会談」 - Shokutaku kaidan                                          | 16 ottobre 2023  |         |
| 4        | 4  | Una persona senza cuore 「心ない人」 - Kokoronai hito                                      | 23 ottobre 2023  |         |
| 5        | 5  | Fai risplendere la luce 「灯をともせ」 - Hi o tomose                                       | 30 ottobre 2023  |         |
| 6        | 6  | Ghiaccio candido 「氷白」 - Hyōhaku                                                        | 6 novembre 2023  |         |
| 7        | 7  | Unchain 「アンチェイン」 - Anchein                                                         | 13 novembre 2023 |         |
| 8        | 8  | Sorpresa 「さぷらいず」 - Sapuraizu                                                        | 20 novembre 2023 |         |
| 9        | 9  | Battaglia serrata, dita tremolanti 「混戦、震える指先」 - Konsen, furueru yubisaki         | 27 novembre 2023 |         |
| 10       | 10 | Il triste ghiaccio e la piccola fiamma 「淋しい氷と小さな火」 - Samishī kōri to chīsana hi | 4 dicembre 2023  |         |
| 11       | 11 | Quello che dai e quello che resta 「伝わること、遺るもの」 - Tsutawaru koto, nokoru mono   | 11 dicembre 2023 |         |
| 12       | 12 | Se tossici, resto con te 「せきをすれば、ふたり」 - Seki o sureba, futari                  | 18 dicembre 2023 |         |

##### Seconda stagione
| Nº serie | Nº | Titolo italiano Giapponese 「Kanji」 - Rōmaji                         | In onda           | In onda |
| Nº serie | Nº | Titolo italiano Giapponese 「Kanji」 - Rōmaji                         | Giapponese        |         |
| 13       | 1  | Hero's High 「ヒーローズ・ハイ」 - Hīrōzu Hai                         | 1º luglio 2024    |         |
| 14       | 2  | Vento da ovest 「西よりの風」 - Nishiyori no kaze                     | 8 luglio 2024     |         |
| 15       | 3  | Lama del cuore 「心の刃」 - Kokoro no yaiba                           | 15 luglio 2024    |         |
| 16       | 4  | Cloud in the Dark 「クラウド・イン・ザ・ダーク」 - Kuraudo in za Dāku | 22 luglio 2024    |         |
| 17       | 5  | Irruzione 「突入」 - Totsunyū                                         | 29 luglio 2024    |         |
| 18       | 6  | Tutto scorre 「諸行無常」 - Shogyōmujō                                | 12 agosto 2024    |         |
| 19       | 7  | In nome dell'amore 「愛ゆえに」 - Ai yueni                            | 19 agosto 2024    |         |
| 20       | 8  | L'uomo più gentile 「優しい男」 - Yasashī otoko                       | 26 agosto 2024    |         |
| 21       | 9  | Vaghi confini 「曖昧」 - Aimai                                        | 2 settembre 2024  |         |
| 22       | 10 | La mano che mi hai teso 「伸ばした手」 - Nobashita te                 | 9 settembre 2024  |         |
| 23       | 11 | Con la Luna... 「お月様と……」 - Otsukisama to……                       | 16 settembre 2024 |         |
| 24       | 12 | Statemi bene 「どうか元気で」 - Dō ka genki de                        | 23 settembre 2024 |         |

## Accoglienza
Jacob Parket-Dalton di OTAQUEST ha paragonato Shy a un manga simile, My Hero Academia di Kōhei Horikoshi, il quale è stato pubblicato sulla rivista settimanale per manga shōnen Weekly Shōnen Jump di Shūeisha. Pur notando che entrambi i manga presentino delle somiglianze di base, come i protagonisti che sono giovani supereroi alle prima armi e un pianeta abitato da individui con superpoteri, ha approfondito le differenze tra le due storie. Ha notato come Shy non abbia così tanti eroi rispetto a My Hero Academia, e ha anche trovato di quanto sia più cupo e misterioso il cattivo principale, sostenendo che Stigma "è decisamente più cupo, in quanto preda delle parti più oscure del cuore umano, convertendo le vittime nel tipo di mostri corrotti che si vedono in un episodio di Sailor Moon del sabato mattina". E anche che "è decisamente più sinistro, dato che la loro identità e le loro motivazioni rimangono avvolte nel mistero". Infine, notando il dramma più serio della storia, ha affermato: "L'inettitudine di Shy come eroina, causata in qualche misura dalla sua indole timida, potrebbe ora portare a una perdita tangibile di vite umane". La maggior parte del primo volume e dell'arco principale della serie si occupa di questo dramma umano molto reale, che probabilmente non sarebbe mai stato pubblicato su Weekly Shōnen Jump.
Steven Blackburn di Screen Rant ha elogiato Shy, definendolo un manga "sottovalutato", complimentandosi anche per come la storia "approfondisce sapientemente le insicurezze dell'eroe e del civile in modi originali che altri editori, tra cui DC e Marvel, non hanno ancora fatto". Un redattore di AnimeClick.it ha recensito il primo volume del manga, consigliandolo a chi apprezza storie di eroi e di azione, e considerando che i personaggi avrebbero potuto riservare diverse sorprese con il procedere della storia. Secondo Federico Beghin de Lo Spazio Bianco il tema dei supereroi di Shy viene trattato in modo profondo, differendo dall'approccio più leggero visti nelle parti iniziali di One-Punch Man e My Hero Academia.
Nel 2020, il manga è stato nominato per la sesta edizione dei Next Manga Award nella categoria dei manga cartacei. Nel giugno 2023, ha superato il milione di copie in circolazione.